# Козули (село)
Козули (укр. Козулі) — село на Украине, основано в 1779 году, находится в Овручском районе Житомирской области.
Код КОАТУУ — 1824284303. Население по переписи 2001 года составляет 25 человек. Почтовый индекс — 11100. Телефонный код — 4148. Занимает площадь 0,215 км².

## Адрес местного совета
11120, Житомирская область, Овручский р-н, с.Лучанки